# Jean de Laborde-Noguez
Ne doit pas être confondu avec Jean de Laborde ou Amédée de Laborde-Noguez.
Pour les articles homonymes, voir Familles de Laborde et de Laborde.
Jean de Laborde-Noguez, né le 28 septembre 1916 à Lamothe et mort le 13 mai 1944 en Italie, est un officier des Forces françaises libres, Compagnon de la Libération.

## Biographie
Issu d'une famille de rentiers, Jean de Laborde-Noguez est né à Lamothe dans les Landes le 28 septembre 1916.
Il s'engage dans l'armée en octobre 1937, au 106e régiment d'infanterie. Promu sergent en octobre 1937, élève officier de réserve à Saint-Cyr, il devient aspirant en septembre 1939, au moment du début de la Seconde Guerre mondiale.
Affecté comme chef de section au 24e régiment d'infanterie coloniale à Tripoli au Liban, il est promu sous-lieutenant en avril 1940. Le 28 juin, ayant appris la veille l'appel du général de Gaulle, il quitte le Liban pour la Palestine qu'il rejoint grâce à de faux ordres de mission. Avec d'autres Français, il constitue le 1er bataillon d'infanterie de marine qui est pour les Anglais le premier élément constitutif des Forces françaises libres.
Il prend part à la campagne de Libye et s'illustre en pénétrant le premier à Tobrouk. le 21 janvier 1941. Il est alors nommé lieutenant et distingué Compagnon de la Libération par décret du 7 mars 1941.
Laborde-Noguez combat ensuite à Bir Hakeim, où il suscite l'admiration lors de la sortie du 10 au 11 juin 1942. Il combat ensuite à El Alamein, et se distingue encore à la fin de la campagne de Tunisie. Lors de la campagne d'Italie, il est blessé mortellement le 11 mai 1944 à l'attaque du Girofano, et meurt le 13 mai 1944 après avoir passé le commandement à son adjudant Pierre Delsol, lui aussi Compagnon de la Libération.

## Décorations
- Chevalier de la Légion d'honneur.
- Compagnon de la Libération, par décret du 7 mars 1941.
- Croix de guerre 1939–1945, deux citations.
- Médaille coloniale avec agrafes « Libye 1941 » et « Bir Hakeim 1942 ».
- Insigne des blessés militaires.